# Matt Jarvis
Pour les articles homonymes, voir Jarvis.
Matt Jarvis est un footballeur international anglais né le 22 mai 1986 à Middlesbrough. Il évolue actuellement au poste d'ailier pour le club de Woking FC.
Il a auparavant joué pour West Ham United et Gillingham entre 2003 et 2007.

## En club
Le 1er janvier 2019, il est prêté pour six mois au Walsall FC, qui évolue alors en EFL League One.

## En sélection
Matt Jarvis est appelé en sélection pour la première fois par Fabio Capello pour affronter le Ghana le 29 mars 2011 à Wembley. Lors de cette rencontre, il fête sa première sélection en entrant sur le terrain à 20 minutes de la fin (1-1).

## Palmarès
- Wolverhampton Wanderers
  - Championship
    - Vainqueur : 2009

### Distinctions personnelles
- 2007 : Membre de l'équipe type de Football League One en 2007.